# Die Versuchung des Pescara
Die Versuchung des Pescara ist eine Novelle von Conrad Ferdinand Meyer. Sie wurde 1887 veröffentlicht und gilt als eines seiner bedeutendsten Werke.

## Personen
- Fernando Francesco d’Avalos di Pescara = Oberster Feldherr Kaiser Karls des V. in Italien
- Viktoria = Frau des Pescara
- Karl Bourbon und Antonio de Leyva = Zwei Pescara untergeordnete Feldherren
- Moncada = Abgesandter des Vizekönigs von Neapel, Attentäter
- Del Guasto = Patenkind von Pescara und Viktoria, außergewöhnlich brutales Kampfverhalten
- Franz Sforza = Herzog von Mailand
- Girolamo Morone = Kanzler und Berater von Sforza
- Papst Clemens VII = Herrscher über den Kirchenstaat und Florenz
- Numa Dati = Pescaras Leibarzt
- Julia Dati = Enkelin des Numa
- Ippolitio = Enkel des Numa, einer der Diener des Pescara
- Guicciardin = Vertreter des Papstes, spricht damit auch für Florenz
- Lälius Nasi = Abgesandter Venedigs

## Handlung
Die Erzählung spielt im Italien des frühen 16. Jahrhunderts (1525). In dieser Zeit ist Italien politisch in Stadtstaaten und diverse Fürstentümer im Norden, den Kirchenstaat im Zentrum und das spanisch beherrschte Neapel im Süden zersplittert. Aufgrund des relativen Reichtums der italienischen Stadtstaaten ist es seit 1495 immer wieder zu kriegerischen Auseinandersetzungen über den Besitz Nord- und Süditaliens gekommen und dies mit häufig wechselnden Allianzen, die Verrat zu einem Merkmal der Epoche machen. Den wichtigsten politischen Machtblock zu der Zeit bildet das Reich Karls des V., der Spanien, Neapel und Österreich regiert und Kaiser des Heiligen Römischen Reiches Deutscher Nation ist. Ihm steht eine Allianz zwischen Frankreich, England, Mailand, Florenz, dem Kirchenstaat und Venedig gegenüber. Eben jene Allianz versuchen die Verschwörer in dieser Novelle zu bilden.
Das Buch setzt kurz nach dem Sieg des kaiserlichen Feldherrn Pescara ein, der bei Pavia den französischen König Franz I. gefangen nahm.

### Kapitel I
Im Mailänder Kastell will Morone seinen Herzog überzeugen, seinen Eid gegenüber dem Kaiser zu brechen und eine Liga mit dem Papst und anderen italienischen Staaten zu schließen. Der zunächst noch unentschlossene Herzog Sforza stimmt zu, nachdem Karl Bourbon mit den kaiserlichen Forderungen nach einer Entmilitarisierung Mailands und der Auslieferung Morones eingetroffen ist, zumal der von Sforza gefürchtete Pescara laut Bourbon von einer bei Pavia erlittenen Speerwunde wieder geheilt wurde.
In der Folge wird bei einem konspirativen Treffen zwischen dem Herzog, Morone und Abgeordneten diverser italienischer Mächte (Florenz/Papst und Venedig), beschlossen, Pescara als Feldherren für die Liga zu gewinnen. Dies soll durch das Gerücht von Pescaras geplantem Verrat, welches in der Bevölkerung verbreitet werden soll, erreicht werden. Des Weiteren will man ihn mit der Vorstellung eines vereinten Italiens unter seiner Herrschaft ködern. Nach dem Beschluss bricht Morone auf, um nach einem kurzen Treffen mit dem Papst den Feldherren zu versuchen.

### Kapitel II
Im Vatikan versucht der Papst gerade, Viktoria von der Liga zu überzeugen; er erreicht dies, indem er halbglaubwürdige Dokumente zitiert, die ihm ein Anrecht auf Neapel geben und damit auf Pescara, da dieser in dem Königreich geboren wurde. Um sie vollends für seine Pläne einzunehmen, krönt er Pescara in Abwesenheit zum König von Neapel.
Die begeisterte Viktoria ist nun fest entschlossen, „Mitschuldige oder Mitentsagende“ zu sein, obgleich sie leichte Zweifel hat, ob sie den wahren inneren Pescara kennt und ihn zu überzeugen vermag. Ihre Zweifel werden jedoch von Girolamo Morone beseitigt, der sie in ihrem Anwesen besucht und sie emotional für die Sache der Liga einbindet, indem er sie auffordert, bei Pescara für ihr geliebtes Italien, für dessen Einheit und Freiheit von der Knechtschaft ausländischer Mächte zu kämpfen.

### Kapitel III
Pescara sitzt in einem Turmzimmer in Novara (seinem Lager), und wir erfahren durch ein Gespräch zwischen ihm und einem Diener, dass es anscheinend um Pescaras Gesundheit nicht allzu gut bestellt sei, da dieser in der letzten Nacht anscheinend Atemnöte hatte. Danach tritt Del Guasto ein und berichtet Pescara von dem Gerücht über seinen möglichen Verrat und die Rettung Italiens, woraufhin Pescara gleichgültig bleibt und betont, er habe nur die Wahrung seiner Ehre im Blick und Dokumente mit dem Gerücht schon an den Kaiser gesendet.
Als Morone eintritt, lässt Pescara Del Guasto und Bourbon sich hinter einem Vorhang verstecken. Er empfängt den Kanzler, welcher nun vorhat, Pescara "zu versuchen". Dieser bleibt jedoch zunächst bewusst naiv, nur um dann später zum Schein auf Morone einzugehen und ihn am Ende dennoch auf einen späteren Zeitpunkt zu vertrösten, obwohl er den verzweifelten Morone schon so weit hatte, dass dieser nun seinen Herzog verraten würde, wenn Pescara nur Italien retten (= unter sich vereinen) würde.
Als Pescara erkennt, dass seine beiden versteckt lauschenden Zeugen jedoch durchaus von der flammenden Rede des Morone angetan sind, erklärt er diesen, nachdem Morone abgeführt wurde, dass hier nur Theater gespielt werde, eine Tragödie namens „Tod und Narr“.

### Kapitel IV
Kurz vor der Ankunft Viktorias wird Pescara mit Moncada konfrontiert, der ankündigt, ihn in Zukunft zu beobachten, unter dem Vorwand einer besseren Koordination zwischen den Truppen von Neapel und Pescaras Heer im Norden. Des Weiteren erfahren wir aus einem Gespräch zwischen Numa Dati und Morone, dass der Kanzler besser fliehen sollte, da laut Numa Pescara nicht mehr der Liga dienen könne, selbst wenn er wolle, wobei sich Morone auf diese Worte keinen Reim machen kann.
Bevor er sich zu einem Abendessen mit Viktoria begibt, macht Pescara Bourbon noch klar, dass es keinen Weg gebe außer den der Treue zum Kaiser, da Italien sich durch Intrigen chronisch selbst zerstöre (weswegen er auch Moncada als Aufpasser gesandt bekam). Nachdem er Bourbon auf die Loyalität zu Karl V. eingeschworen hat, ernennt Pescara ihn zudem zu seinem Nachfolger und bittet ihn, Gnade über Italien walten zu lassen. Auch erfahren wir, dass Moncada Pescaras Vater ermordete, wobei Pescara jedoch auf das Angebot Bourbons, Moncada im Duell zu töten, nur erwidert, er überlasse Moncada einer höheren Gerechtigkeit.
Bei dem folgenden Gespräch mit Viktoria lässt Pescara sie, erahnend, weswegen sie ihn sprechen will, nicht dazu kommen und verfällt stattdessen in Ausführungen über die Schändlichkeit diverser historischer Verräter bzw. widerspricht ihren patriotischen Interpretationen von diversen Dichtern entschieden, als das Gespräch auf diese fällt. Als die verzweifelte Viktoria nun direkt bittet, erklärt er seine Liebe zu Italien, aber erklärt auch, dass er mittlerweile über allen Dingen stehe; sein Genius habe ihn aus der Zerrissenheit seines Lebens befreit.
Bevor Viktoria nach diesem Genius fragen kann, hören beide (mittlerweile durch den Garten gehend) ein Gespräch zwischen Moncada und Leyva, die, sollte Pescara weiterhin schonend gegen Italien vorgehen, beschließen, ihn verhaften zu lassen, seinen Verrat fürchtend. Viktoria versucht ihn nun erneut zu überzeugen, doch er bleibt standhaft, umso mehr, als ein Bote einen Vertrauensbeweis des Kaisers bringt. Als Viktoria erneut nach Pescaras Genius fragt, bricht dieser zusammen, mit den Worten: „Ich glaube, da ist er selbst“.

### Kapitel V
Pescara gesteht Viktoria, dass sein Genius, seine Triebfeder, der Tod selbst ist, der ihn durch die Wunde in Pavia ereilte, wo ein Speerstoß die Lunge durchbohrte und das Herz verletzte. Er will nur noch sein letztes Werk vollbringen, die Eroberung Mailands. Viktoria soll derweil in ein Kloster gebracht werden, in das sie Pescara noch begleitet. Dort sieht er am Altar, der Jesus darstellt, der von einem Römer in die Seite gestochen wird, dass der Römer in schweizerischer Tracht dargestellt ist und sein Gesicht das des Soldaten ist, der ihn in Pavia verwundete.
Tatsächlich begegnet er sogar dem Soldaten wieder, als seine Truppen ihn vor einen Gefangenen führen, der sich als ebenjener Schweizer entpuppt. Pescara vergibt ihm jedoch und lässt ihn sogar mit einem Handgeld frei. Kurz nach der Ankunft in Novara gerät Pescara erneut mit Moncada aneinander, der ihm vorwirft, Morone habe ihm die Führung der Liga angeboten und er habe, obwohl er nach den Zeugenaussagen Bourbons und Del Guastos daran glaubt, Pescara habe nur mit Morone gespielt, nicht genug unternommen, um dem Gerücht vorzubeugen. Als Folge des Gespräches kündigt Moncada erneut an, Pescara genau zu beobachten, während Pescara nun mit dem Heer und Morone als Gefangenem Richtung Mailand zieht.

### Letztes Kapitel
Sforza beobachtet, wie das kaiserliche Heer, Pescara an der Spitze, Mailand stürmt, und kehrt in den teils geplünderten Thronsaal zurück, um sein Schicksal zu erwarten. Als dann Pescara mit Bourbon den Thronsaal stürmt, bereut Sforza seinen Verrat und behauptet, nur von Morone verführt worden zu sein, woraufhin Pescara seinem Vorsatz der Milde folgt und ihm anbietet, wieder Gefolgsmann des Kaisers zu werden.
Dies stößt auf Widerstand bei Moncada, der Härte und ein Tribunal mit ihm als Mitglied fordert, was Pescara jedoch ausschlägt; er setzt das Tribunal stattdessen aus Bourbon, Leyva und sich selbst zusammen. Auch wenn Leyva im Sinne Moncadas abstimmt, votieren sowohl Pescara als auch Bourbon für Milde gegenüber Mailand und Sforza, des Weiteren wird Morone weder gefoltert noch getötet (entgegen Leyvas Wünschen), sondern von Bourbon als Schreiber genommen.
Daraufhin planen Moncada und Leyva die Festnahme Pescaras, der, während sich die Lage zuspitzt (Leyva zieht seine Truppen zusammen), Bourbon entgegen dessen Drängen zu den Waffen zu greifen, sein Testament macht. In diesem bittet er den Kaiser um Gnade für Morone und Sforza und ernennt Bourbon offiziell zu seinem Nachfolger; außerdem betont er seine Treue bis zum letzten Atemzug, dann stirbt er. Moncada beschließt Pescaras Wünsche zu respektieren, Bourbon wird neuer Oberbefehlshaber.